# Canteiros (Carbonária)
Canteiros foi um grupo base não superior a cinco carbonários que constituía o núcleo base operacional e revolucionário mais importante da organização secreta de carácter político-religioso Carbonária Portuguesa.

## História
O termo apareceu sempre ligado à Maçonaria Florestal sendo sinónimo de lugar de reunião esse nome enquadra-se nos primórdios da fundação da Carbonária, organização que enquanto associação secreta, exerceu a sua principal actividade desde o fim do sec XVIII a meados do século XIX, os primeiros carbonários nas suas comunicações, usavam expressões próprias dos ofícios porque eram denominados os seus membros em Itália (carbonari - carvoeiros) e, em França (fendeurs - lenhadores).

## Na Carbonária Portuguesa
Sabe-se que desde o início foi necessário utilizar esta figura e denominação organizacional e que eram os núcleos de base operacional mais importante desta organização, eram normalmente compostos por cinco Bons Primos, os Rachadores que se conheciam a todos, não conhecendo os membros da Carbonária Portuguesa mais do que estes cinco homens como membros da organização (pois nos outros órgãos apresentavam-se sempre todos de capuz tendencialmente negro ou com a cara mascarrada de carvão), o que tornava assim difícil a descoberta dos chefes, os quais todavia conheciam os seus homens.
Estes canteiros embora tendo ampla autonomia operacional funcionavam sob a égide de uma Choça, organização essa que agregava, coordenava e governava pelo menos quatro destes, estando assim estas organizações, e os seus membros submetidos organicamente e ritualmente. Não podendo efectuar iniciações e recepções a novos membros não era assim tão improvável que não o fizessem pelo menos para o primeiro grau de Rachador.
Segundo Luz de Almeida: Compõem-se a associação de Canteiros, Choças, Barracas, Vendas e Alta-Venda(…).
Sabe-se que foi um Canteiro formado por elementos radicais pertencentes a outra organização ligada à Carbonária Portuguesa, denominada A Coruja, e que tinha como elementos Alfredo Luís da Costa, Manuel dos Reis da Silva Buíça e Aquilino Ribeiro de entre outros e que se reunia no Café Gelo no Rossio que partiu a acção que resultou no Regicídio de 1 de Fevereiro de 1908 e de que resultou a morte de Carlos I e do seu filho Luís Filipe.